# Keetie van Oosten-Hage
Cornelia Hage, coniugata van Oosten e nota dopo il matrimonio come Keetie van Oosten-Hage, detta Keetie (Sint-Maartensdijk, 21 agosto 1949), è un'ex ciclista su strada e pistard olandese, due volte campionessa del mondo in linea su strada e quattro volte campionessa del mondo nell'inseguimento individuale su pista.
Attiva dal 1966 al 1979, in carriera ottenne più di 200 vittorie.

## Carriera
Attiva ad alti livelli dal 1966 al 1979, Van Oosten-Hage fu due volte campionessa del mondo su strada, in entrambe le occasioni in Italia, nel 1968 a Imola, sotto il nome Cornelia "Keetie" Hage, e nel 1976 a Ostuni, dopo essersi sposata, con il nome Keetie van Oosten-Hage. Fu anche campionessa olandese su strada in nove occasioni, otto consecutive tra il 1969 e il 1976, vincendo anche diverse prove del calendario olandese.
Su pista vinse quattro titoli mondiali, sempre nell'inseguimento individuale, nel 1975, 1976, 1978 e 1979, andando sul podio in altre sei occasioni. Fu inoltre campionessa nazionale di inseguimento individuale per tredici volte, dodici delle quali consecutive. Tutti i suoi successi su pista arrivarono nella specialità dell'inseguimento individuale, eccetto la vittoria del campionato nazionale di omnium del 1979. Il 16 settembre 1978 batté il record dell'ora nel ciclismo femminile a Monaco di Baviera percorrendo 43,082 chilometri e allo stesso tempo migliorando il record del mondo sui 5, 10 e 20 km.
Fu eletta sportiva olandese dell'anno sia nel 1976 sia nel 1978; a lei, inoltre, è intitolato il Keetie van Oosten-Hage Trofee, premio assegnato nei Paesi Bassi alla miglior ciclista femminile dell'anno.
Ha tre sorelle, Heleen, Bella, Ciska, tutte cicliste professioniste. Ha anche un nipote, Jan van Velzen, che ha preso parte al Giro d'Italia 2004.

## Palmarès

### Strada
- 1968

Campionati del mondo, In linea
- 1969

Campionati olandesi, In linea
- 1970

Campionati olandesi, In linea
- 1971

Campionati olandesi, In linea
- 1972

Campionati olandesi, In linea
- 1973

1ª tappa Driedaagse van Zeeland
2ª tappa Driedaagse van Zeeland
Classifica generale Driedaagse van Zeeland
Campionati olandesi, In linea
- 1974

Campionati olandesi, In linea
- 1975

Campionati olandesi, In linea
1ª tappa Internationale Driedaagse
3ª tappa Internationale Driedaagse
- 1976

Omloop van het Westerkwartier
Campionati olandesi, In linea
Campionati del mondo, In linea
- 1977

Omloop van de Krimpenerwaard
- 1978

Red Zinger Classic
Omloop van het Westerkwartier
Campionati olandesi, In linea
- 1979

Batavus Zomerrace
Omloop van de Krimpenerwaard
Omloop van het Maasland

### Pista
- 1966

Campionati olandesi, Inseguimento individuale
- 1967

Campionati olandesi, Inseguimento individuale
- 1968

Campionati olandesi, Inseguimento individuale
- 1969

Campionati olandesi, Inseguimento individuale
- 1970

Campionati olandesi, Inseguimento individuale
- 1971

Campionati olandesi, Inseguimento individuale
- 1972

Campionati olandesi, Inseguimento individuale
- 1973

Campionati olandesi, Inseguimento individuale
- 1974

Campionati olandesi, Inseguimento individuale
- 1975

Campionati olandesi, Inseguimento individuale
Campionati mondiali, Inseguimento individuale
- 1976

Campionati olandesi, Inseguimento individuale
Campionati mondiali, Inseguimento individuale
- 1977

Campionati olandesi, Inseguimento individuale
- 1978

Campionati mondiali, Inseguimento individuale
- 1979

Campionati olandesi, Omnium
Campionati mondiali, Inseguimento individuale

## Piazzamenti

### Competizioni mondiali
- Campionati del mondo su strada

Nürburgring 1966 - In linea: 2º
Heerlen 1967 - In linea: 7º
Imola 1968 - In linea: vincitrice
Zolder 1969 - In linea: 16º
Leicester 1970 - In linea: 6º
Mendrisio 1971 - In linea: 3º
Gap 1972 - In linea: 18º
Barcellona 1973 - In linea: 2º
Montréal 1974 - In linea: 3º
Yvoir 1975 - In linea: 3º
Ostuni 1976 - In linea: vincitrice
Nürburgring 1978 - In linea: 2º
Valkenburg 1979 - In linea: 4º
- Campionati del mondo su pista

Roma 1968 - Inseguimento individuale: 3º
Brno 1969 - Inseguimento individuale: 3º
Varese 1971 - Inseguimento individuale: 2º
Marsiglia 1972 - Inseguimento individuale: 2º
San Sebastián 1973 - Inseguimento individuale: 2º
Montréal 1974 - Inseguimento individuale: 3º
Rocourt 1975 - Inseguimento individuale: vincitrice
Monteroni 1976 - Inseguimento individuale: vincitrice
Monaco 1978 - Inseguimento individuale: vincitrice
Amsterdam 1979 - Inseguimento individuale: vincitrice